# Gorges de la Kysel
Les gorges de la Kysel sont des gorges très étroites du paradis slovaque.

## Description
Elles sont parcourues par la rivière Kysel qui s'y précipite en de nombreuses cascades dont les plus célèbres sont la Karoliniho Vodopad hautes de 25 mètres et la Obrovsky Volopad qui tombe de 60 mètres de hauteur. 
Une randonnée très sportive y a été aménagée. 